# Варух

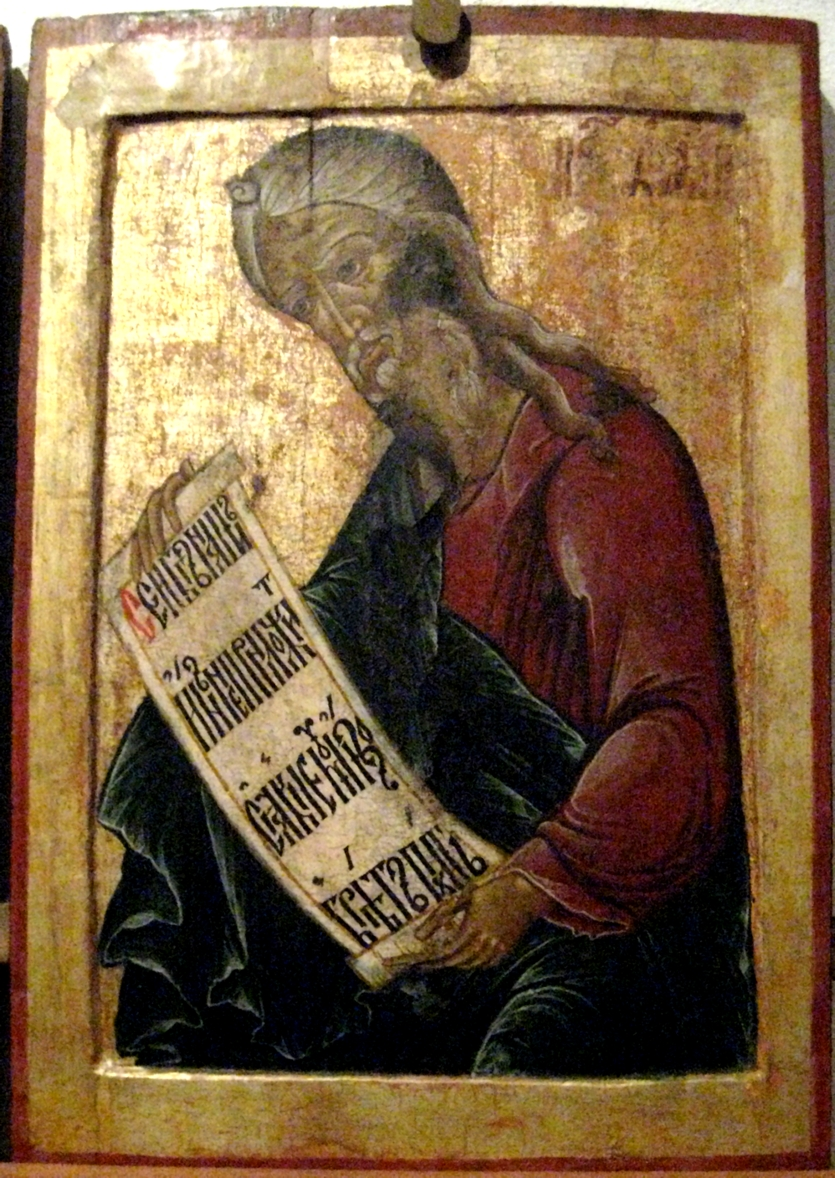
Пророк Варух (икона XVIII века)

Ва́ру́х, Ба́ру́х, Берехия (др.-евр. ברוך‬ — «благословенный», ברכיה‬ , греч. Βαρουχ) — библейский пророк, писец, друг и секретарь пророка Иеремии, живший в VII—VI веках до н. э. Записал пророчества Иеремии, возможно, был автором биографического повествования о нём. Сын Нирии (евр. Барух бен-Нерия), из колена Иудина. Происходил из знатного рода, его брат был «главным постельничим» при царе Седекии. Возможно, был царским писцом.
Занимает заметное место в еврейской аггадической литературе, где он отождествляется с эфиопом-кушитом Эбед-мелеком (Авдемелех в Синодальном переводе), который освободил Иеремию из подземной темницы (Иер. 38:7 и сл.); и, согласно Вавилонскому Талмуду, Ездра был его учеником в Вавилоне.
Авторству Варуха приписывается Книга пророка Варуха, в православии и католицизме входящая в число книг Ветхого Завета, и ещё несколько апокрифов.

## Жизнеописание
Жизнь Варуха описывается в Книге пророка Иеремии.
Упоминается в «Седер Олам Рабба» и Иосифом Флавием в «Иудейских древностях» (Книга десятая).

### Библейское повествование
Во время осады Иерусалима Варух был свидетелем при совершении сделки по покупке поля в Анафофе между пророком Иеремией и его дядей Анамеилом (Иер. 32:6—14). Был писцом при Иеремии и, когда тот находился в темнице, записывал его предсказания касательно будущего вторжения вавилонян и плена иудеев (Иер. 36:4, 18), которые затем, по указанию Иеремии, читал в Доме Господнем народу (36:10, 13), а затем и князьям (36:15). Последние были встревожены грозными обличениями этих пророчеств и сообщили об этом царю Иоакиму, который сам выслушал писание и по мере прочтения отрезал от него часть за частью писцовым (перочинным) ножичком и бросал в огонь, в жаровню (Иер. 36:23). Иудеи вспоминают сожжение священного списка ежегодным постом. Иеремия и Варух, спасаясь от гнева царя, повелевшего заключить их в темницу, по повелению Божию скрылись (36:19, 26). В четвёртый год царствования Иоакима (36:1) Варух снова со слов Иеремии записал то же пророчество и в прибавление к нему присоединил обличение против самого Иоакима (36:32).
Иудеи, не расположенные к Варуху, так как он, по их мнению, побудил Иеремию предать их в руки халдеев (Иер. 43:3), бросили его, так же как и Иеремию в темницу, в которой они и оставались до взятия Иерусалима. Когда, вопреки увещеваниям Иеремии, остаток иудеев переселился в Египет, оба они были вынуждены сопровождать эмигрантов (43:6). Иеремия умер в Египте.
О возвращении же Варуха из Египта ничего не упоминается, и некоторые, в том числе и Иероним, основываясь на свидетельстве иудеев, утверждают, что Варух умер также в Египте. По еврейской традиции, он умер в Вавилоне, на двенадцатом году после разрушения Иерусалима.

## Приписываемые произведения
- Книга Варуха — неканоническая ветхозаветная книга в Русской православной церкви, второканоническая ветхозаветная книга в католицизме. В иудаизме и протестантизме является апокрифической. Предположительно, написана во II—I веке до н. э.
- Сирийский апокалипсис Варуха («Вторая книга Варуха») — апокрифическая книга. Датируется концом I — началом II века н. э.

Заключительный отрывок этого сочинения (главы 78—86), так называемое «Послание Варуха», вошёл в состав сирийской версии Библии — Пешитты. В парижском и лондонском «Полиглоттах» на сирийском и латинском языках «Послание Варуха» именуется «Первой книгой Варуха». Послание Варуха входит в состав Библий сирийских церквей (Сирийской яковитской и Маланкарской) под названием «Первая книга Варуха» (в составе одной главы, разделённой на 53 стиха).
- Откровение Варуха («Третья книга Варуха», «Греческий апокалипсис Варуха») — произведение греческой литературы, возможно, является переработкой неизвестного иудейского произведения; не входит в канон ни одной из христианских церквей. Датируется I—III веками н. э.; неизвестно, написана ли данная книга иудеем или христианином.
- Четвёртая книга Варуха[англ.], также известная как «Паралипоменон Иеремии». Признана псевдоэпиграфической всеми христианским церквями, кроме Эфиопской православной церкви, где входит в состав Эфиопской Библии[12]. Текст сохранился на греческом, геэз, армянском и старославянском языках. Датируется первой половиной II века н. э.
- Видение Варуха — славянский богомильский апокриф.

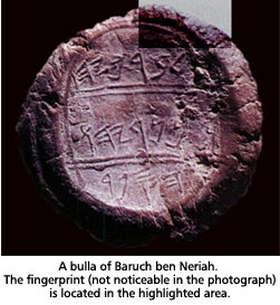
Оттиск печати писца Баруха бен-Нерия

## Предполагаемый царский писец
В 1970-х годах на антикварном рынке Иерусалима были выявлены два оттиска печати (буллы) с надписью «принадлежит Берехии, сыну Нерии, писцу», предположительно принадлежащих именно библейскому Варуху, однако аутентичность обоих оттисков подвергалась сомнению. Археолог Нахман Авигад (1979 год) предполагал, что эти буллы ставились на документы официального архива.